# Gwangju Instituut voor Wetenschap en Technologie
Het Gwangju Instituut voor Wetenschap en Technologie (GIST Koreaans: 광주과학기술원) is een nationale onderzoeksuniversiteit gevestigd in Gwangju, Zuid-Korea. De universiteit werd in 1993 opgericht door de Zuid-Koreaanse universiteit met als doel een sterke onderzoeksbasis te creëren voor verdere wetenschappelijke en technologische ontwikkeling. Alle colleges worden in het Engels gegeven en alle master- en promotiescripties dienen in het Engels geschreven te worden.
In de QS World University Rankings van 2020 staat GIST wereldwijd op een 322ste plaats, waarmee het de 9e Zuid-Koreaanse universiteit op de ranglijst is.